# 谷口正孝
谷口 正孝（たにぐち まさたか、1917年1月28日 - 1994年6月25日）は、日本の裁判官。最高裁判所裁判官。法学博士。高等裁判所判事や東京地方裁判所所長を歴任。

## 来歴・人物
鹿児島県および宮崎県出身。鹿児島県の事務官吉田詮則の次男で、母方の谷口家（谷口ワサ）の養子となる。旧制中学・高校は鹿児島市で、旧制鹿児島県立第二鹿児島中学校（現・鹿児島県立甲南高等学校）を経て、1937年3月旧制第七高等学校造士館（現・鹿児島大学）文科卒業。1940年九州帝国大学法文学部法科（現・九州大学法学部）法律専攻卒業。同年4月、司法官試補。1942年名古屋地方裁判所判事となり、一貫して刑事裁判官としての道を歩む。1957年、論文「没収及び追徴の研究、無差別没収を中心として」にて九州大学より法学博士号授与。1958年名古屋高等裁判所判事、1963年東京高等裁判所判事、1975年宇都宮家庭裁判所所長、1976年再び東京高等裁判所判事。東京高等裁判所判事時代の1972年に、血のメーデー事件控訴審にて騒乱罪不成立で無罪の判決を出したことで知られている。1979年2月東京地方裁判所所長に就任。
1980年4月最高裁判所裁判官（最高裁判所判事）となる。最高裁では市民派・人権派として知られた。多くの重要事件で反対意見を述べ、少数意見を付すことが多く、「最高裁の一言居士」と言われた。1987年1月定年退官。1989年勲一等瑞宝章。
退官後は、日本大学大学院法学研究科非常勤講師として勤務。講演原稿や最高裁裁判官時代の意見・補足意見・反対意見をまとめたものとして、『裁判について考える』（勁草書房、1989年）がある。
地方裁判所所長からの最高裁入りは現在まで、唯一のケースとなっている（高等裁判所部総括判事から最高裁入りした事例としては、岩田誠と中村治朗の例がある）。最高裁判所裁判官国民審査における不信任率14.84%は歴代第二位（2007年現在）である。なお谷口の他にも宮崎梧一・寺田治郎・伊藤正己が歴代最高不信任率の第六位までに入っているように、1980年の第12回国民審査は全般的に不信任率が高い国民審査であった。